# Pierre Boutang
Pierre Boutang (Saint-Étienne, 20 settembre 1916 – Parigi, 27 giugno 1998) è stato un filosofo, poeta e traduttore francese.
Fu un sostenitore del Maurrassismo e del monarchismo.

## Biografia
Studiò all'École normale supérieure e si laureò in filosofia nel 1936; nello stesso anno contribuì alla nascita dell'Action Française e mostrò un forte appoggio alle idee di Charles Maurras. Fu membro del governo di Henri Giraud in Nord Africa nel 1943, e si arruolò nell'esercito coloniale francese, servendo in Tunisia e Marocco. Fu congedato senza pensione e con il divieto di insegnare. A questo punto si dedicò al giornalismo, collaborando con Aspects de la France, in cui i suoi articoli rivelano punti di vista espressamente antisemiti. Scrisse regolarmente sul Bulletin de Paris.
Intenzionato a rinnovare il monarchismo, in accordo con il cristianesimo, con Michel Vivier fondò il settimanale La Nation française nel 1955, a cui contribuirono gli Ussari ma anche Marcel Aymé, Gustave Thibon e Armand Robin. Egli sostenne e poi si oppose a Charles de Gaulle. Denunciò il clima di terrore generato dal FLN algerino (Fronte di Liberazione Nazionale); ma si rifiutò di supportare l'OAS. A partire dagli anni Settanta, le sue dichiarazioni politiche divennero sempre più rare.
In seguito all'intervento di Edmond Michelet, Alain Peyrefitte ed altri, ottenne il permesso di insegnare dal Presidente de Gaulle nel 1967. Insegnò filosofia al Lycée Turgot, e poi divenne "lettore" all'Università di Brest nel 1974. Infine ottenne la cattedra di Metafisica alla Sorbonne, dove insegnò fino a 1984.

## Opere

### Narrativa
- La Maison un Dimanche. Suivi de Chez Madame Dorlinde, (1947).
- Quand le Furet s'Endort (1948).
- Le Secret de René Dorlinde (1958).
- Le Purgatoire (1976).

### Saggi
- Amis du Maréchal, (con Henri Dubreuil, 1941).
- Sartre est-il un Possédé? (1946).
- La Politique: la Politique Considérée comme Souci (1948).
- La République de Joinovici (1949).
- Les Abeilles de Delphes (1952).
- Commentaire sur Quarante-neuf Dizains de la 'Délie' (1953).[2]
- La Terreur en Question (1958).
- L'Ontologie du Secret (1973).
- Reprendre le Pouvoir (1977).
- Gabriel Marcel Interrogé (1977).
- Apocalypse du Désir (1979).
- La Fontaine Politique (1981).
- Précis de Foutriquet. Contre Giscard (1981).
- Maurras, la Destinée et l'Œuvre (1984).
- Art Poétique (1988).
- Karin Pozzi ou la Quête de l'Immortalité (1991).
- Le Temps. Essai sur l'Origine (1993).
- Dialogues. Sur le Mythe d'Antigone. Sur le Sacrifice d'Abraham (con George Steiner, 1994).
- La Fontaine. Les "Fables" ou la Langue des Dieux (1995).
- William Blake Manichéen et Visionnaire (1990).

### Postume
- La Source Sacrée (Les Abeilles de Delphes II, 2003).
- Dialogue sur le Mal (con George Steiner, 2003).
- La Guerre de Six Jours (2011).

### Traduzioni
- Platone, Apologie de Socrate, (1946).
- Platone, Le Banquet, (1972).
- G. K. Chesterton, L'Auberge Volante, (1990).
- William Blake, Chansons et Mythes, (1989).